# Frog (Chrono Trigger)
Frog (カエル kaeru?) es un personaje jugador en el videojuego de Squaresoft, Chrono Trigger. En la versión original en japonés, el nombre de Frog es カエル (kaeru). Esto es un juego de palabras que puede leerse tanto como "sapo"（蛙）o como el verbo "transformar, cambiar" (変える）. También, en la versión japonesa, no hablaba con el "acento medieval" que tiene la versión estadounidense, y en cambio, habla de forma un tanto ruda.

## Historia
Frog originalmente era un joven escudero llamado Glenn y un muy buen amigo del héroe Cyrus de Guardia. De acuerdo a la trama, el hechicero Magus asesinó a Cyrus y convirtió a Glenn en un sapo por consejo de su asistente Ozzie. Avergonzado de su nueva forma, Glenn tomó el nombre de Frog ('sapo' en inglés) y comenzó a vivir como un ermitaño en un bosque remoto. Durante Chrono Trigger, Frog debe adquirir la Masamune/Granleon y la Hero's Medal ("Medalla del Héroe") para reunir la fuerza necesaria para enfrentarse a Magus una vez más. Se une a Crono y viaja hasta el castillo de Magus, donde derrota al poderoso hechicero. Frog se enfrenta a Magus nuevamente luego de los desastres en el Ocean Palace ("Palacio Oceánico") de Zeal. Si el jugador decide no tomar una actitud violenta para con él, Magus se une al grupo, pero, si en cambio se lucha contra él y se lo mata, Frog regresará a su forma humana en algunos finales.
En una de las aventuras secundarias cerca del final del juego, Frog debe ir a la tumba embrujada de Cyrus para hacer las paces con su espíritu. Haciendo esto, Frog demuestra su verdadera voluntad, impresionando a Masa y a Mune. Entonces, ellos revelan que se estuvieron conteniendo durante todo el juego, pero que ahora creen que Frog es digno de su verdadero poder. La nueva Masamune con poder completo se convierte en la segunda arma más potente de todo el juego, siendo la primera la espada de Crono llamada Rainbow.

## Forma de hablar
Frog habla en una ostentosa y arcaica manera, usando frecuentemente palabras como 'thou' 'thee' y 'shalt' (aunque bastante impreciso, ya que a menudo dice oraciones sin sentido gramatical, agregando sufijos arcaicos como '-est' y '-eth' a verbos a los cuales no pertenecen de acuerdo a la gramática del inglés moderno temprano). Nadie más en su era habla de esta manera, y cuando se lo muestra en flashbacks, como Glenn, habla normalmente.
En la versión para DS, su forma de hablar es normal (aunque algo anticuada).

## Habilidades y magia
En combate, Frog es un excelente espadachín, junto a Crono en términos de daño físico. Su elemento es agua, como Marle, pero él tiene hechizos mágicos de una fuerza relativamente promedio. Aprende varios ataques, así también como hechizos curativos, lo que le da versatilidad. 